# Batu Tanjung
Batu Tanjung is een bestuurslaag in het regentschap Sawah Lunto van de provincie West-Sumatra, Indonesië. Batu Tanjung telt 1814 inwoners (volkstelling 2010).